# 鳳山街
鳳山街為臺灣日治時期1920年至1945年間存在之行政區，轄屬高雄州鳳山郡。今高雄市鳳山區。於1934年的人口為16,842人。

## 行政區劃

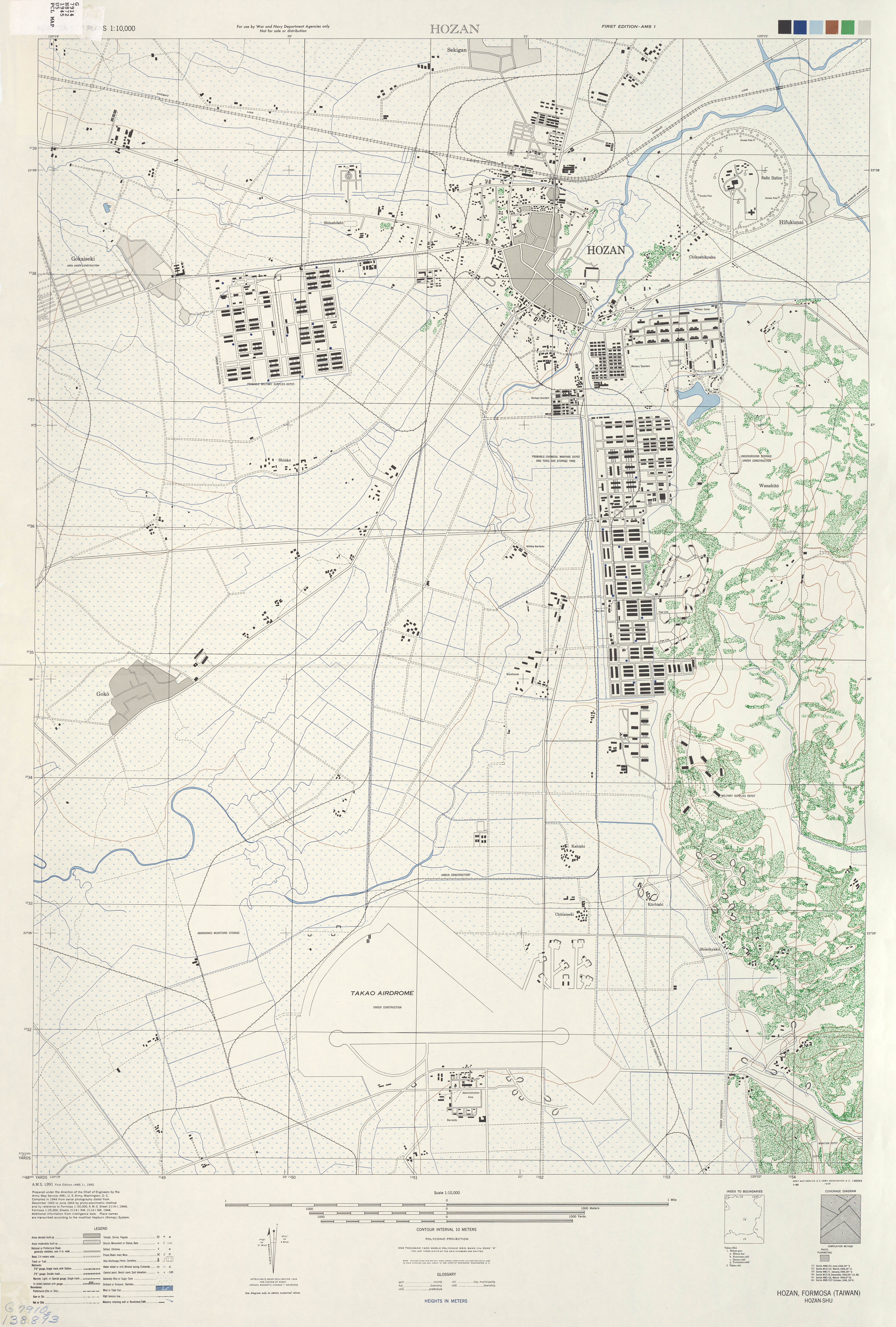
日治末期鳳山街地圖

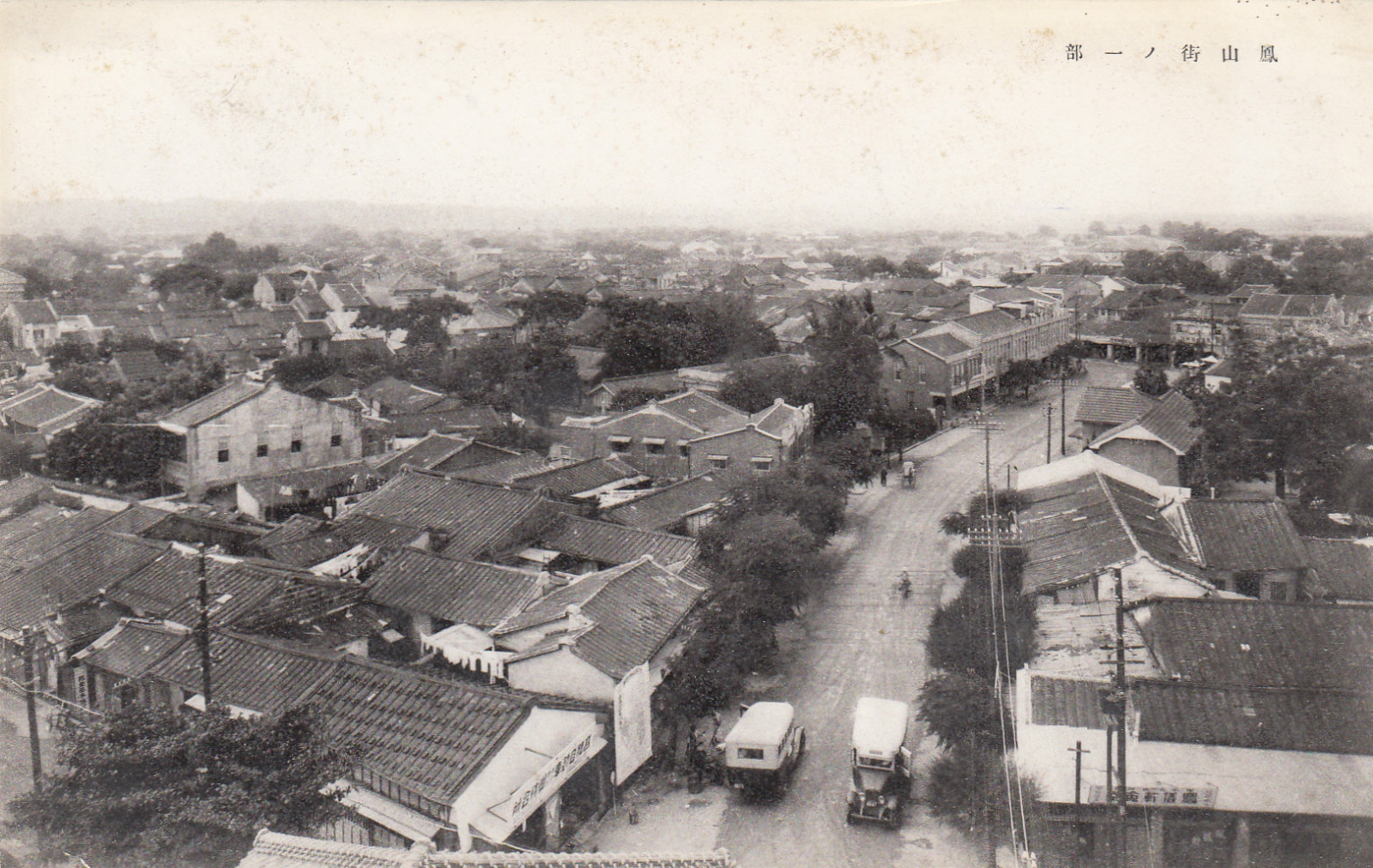
鳳山街景（今三民路一帶）

鳳山地區在清代屬大竹里、鳳山上里、赤山里，在1897年5月隸屬於鳳山縣鳳山辨務署。1898年2月5日，鳳山縣公告劃設區，大竹里分為「鳳山區、七老爺區」，鳳山上里分為「莿蔥腳區、二橋頭區」，赤山里分為「赤山區、牛潮埔區、夢裡區」。1898年6月28日，鳳山縣被併入臺南縣。1900年11月15日，莿蔥腳區、二橋頭區合併為空地仔區，牛潮埔區、夢裡區併入赤山區。1901年11月11日，臺灣的行政區劃改為二十廳，大竹里、鳳山上里、赤山里隸屬於鳳山廳。1904年4月15日，鳳山廳實施街庄整併。此時的劃分如下：
- 七老爺區
  - 大竹里：五塊厝庄、籬仔內庄、道爺廍庄、七老爺庄、新甲庄、五甲庄
- 鳳山區
  - 大竹里：鳳山街、竹仔脚庄、新庄仔庄
- 空地仔區
  - 鳳山上里：灣仔頭庄、過埤仔庄
- 赤山區
  - 赤山里：牛潮埔庄、赤山庄

1909年10月25日，臺灣的行政區劃改為十二廳，鳳山廳因此廢止，被併入臺南廳，隸屬臺南廳「鳳山支廳」。1920年10月1日，原堡里鄉澚之行政區廢除，街庄社改為大字，上述街庄合併為高雄州鳳山郡鳳山街，轄域內分為轄域內分為鳳山、竹子脚、新庄子、道爺廍、七老爺、新甲、五塊厝、五甲、籬子內、灣子頭、過埤子、赤山、牛潮埔等13個大字。
- 鳳山大字下有「縣口」、「火房口」、「大老衙」、「草店尾」小字名
- 道爺廍大字下有「道爺廍」、「下菜園」小字名
- 五甲大字下有「五甲」、「牛寮」小字名
- 七老爺大字下有「七老爺」、「一甲」小字名
- 籬子內大字下有「籬子內」、「岡山子」小字名
- 赤山大字下有「赤山」、「獅頭」小字名[6][7]

1940年10月1日，劃出籬子內、五塊厝及赤山大字之獅頭小字至高雄市。
二戰後，籬子內劃入前鎮區，五塊厝劃入苓雅區。1950年，大寮鄉山子頂西北部的埤頂地區改劃入鳳山鎮。
| 1900年   | 1900年   | 1900年                                                                 | 1920年 | 1920年 | 1940年         | 現在           |
| 堡里     | 區       | 街庄社                                                                 | 街庄   | 大字   | 街庄           | 鄉鎮           |
| -------- | -------- | ---------------------------------------------------------------------- | ------ | ------ | -------------- | -------------- |
| 大竹里   | 七老爺區 | 五塊厝庄                                                               | 鳳山街 | 五塊厝 | 高雄市         | 苓雅區         |
| 大竹里   | 七老爺區 | 籬仔內庄、崗山仔庄                                                     | 鳳山街 | 籬子內 | 高雄市         | 前鎮區         |
| 大竹里   | 七老爺區 | 道爺廍庄、下菜園庄                                                     | 鳳山街 | 道爺廍 | 鳳山街         | 鳳山區         |
| 大竹里   | 七老爺區 | 七老爺庄、中崙庄、一甲庄                                               | 鳳山街 | 七老爺 | 鳳山街         | 鳳山區         |
| 大竹里   | 七老爺區 | 新甲庄                                                                 | 鳳山街 | 新甲   | 鳳山街         | 鳳山區         |
| 大竹里   | 七老爺區 | 五甲庄、牛藔庄、埤岸腳庄                                               | 鳳山街 | 五甲   | 鳳山街         | 鳳山區         |
| 大竹里   | 鳳山區   | 縣口街、粟倉後街等30街                                                 | 鳳山街 | 鳳山   | 鳳山街         | 鳳山區         |
| 大竹里   | 鳳山區   | 竹仔腳庄、過溝仔庄                                                     | 鳳山街 | 竹子脚 | 鳳山街         | 鳳山區         |
| 大竹里   | 鳳山區   | 新庄仔庄、竹巷庄、北門街庄、武洛塘                                     | 鳳山街 | 新子   | 鳳山街         | 鳳山區         |
| 鳳山上里 | 空地仔區 | 山仔腳庄、想思林庄、灣仔頭庄                                           | 鳳山街 | 灣子頭 | 鳳山街         | 鳳山區         |
| 鳳山上里 | 空地仔區 | 土庫庄、田中央庄、頂中庄、過埤仔庄、埤仔後庄、園尾庄、埤墘仔庄、埤墘庄 | 鳳山街 | 過埤子 | 鳳山街         | 鳳山區         |
| 赤山里   | 赤山區   | 牛潮埔庄、埤墘仔庄                                                     | 鳳山街 | 牛潮埔 | 鳳山街         | 鳳山區         |
| 赤山里   | 赤山區   | 赤山庄、外甲庄                                                         | 鳳山街 | 赤山   | 高雄市、鳳山街 | 鳳山區         |
| 小竹上里 | 翁公園區 | 山仔頂庄、漏磘庄、前庄、埤服內庄                                       | 大寮庄 | 山子頂 | 大寮庄         | 大寮區、鳳山區 |

## 區、街長
- 鳳山區長
  - 林靜觀：1910~1918年
  - 李汝福：1919~1920年
- 七老爺區長
  - 蔡英三：1910年
  - 鄭頭：1911~1919年
  - 林贊：1920年
- 赤山區長
  - 鄭元：1910~1912年
  - 黃保生：1913~1919年
  - 趙從貞：1920年
- 鳳山街長
  - 青木惠範：1920~1922年
  - 齋藤永治：1923~1926年
  - 小平又次：1927~1928年
  - 平間重兵衛：1929~1936年
  - 袋井吉之輔：1937~1945年[8]

## 鳳山街役場

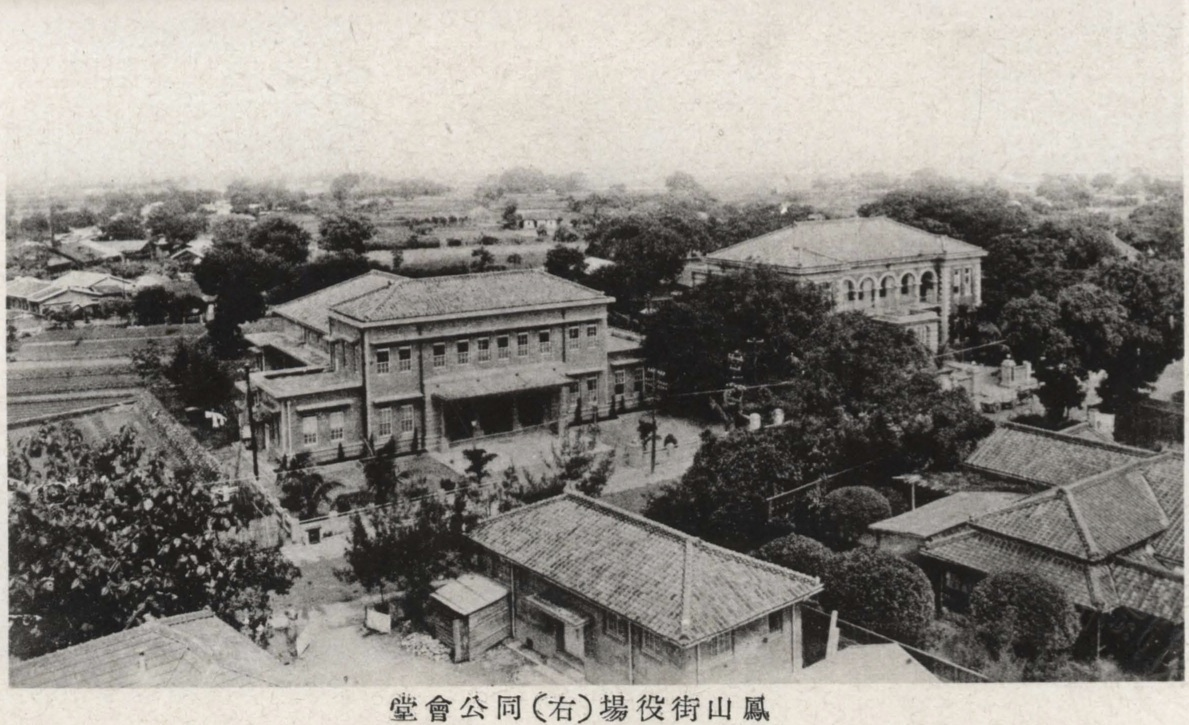
鳳山街役場（右）與鳳山公會堂

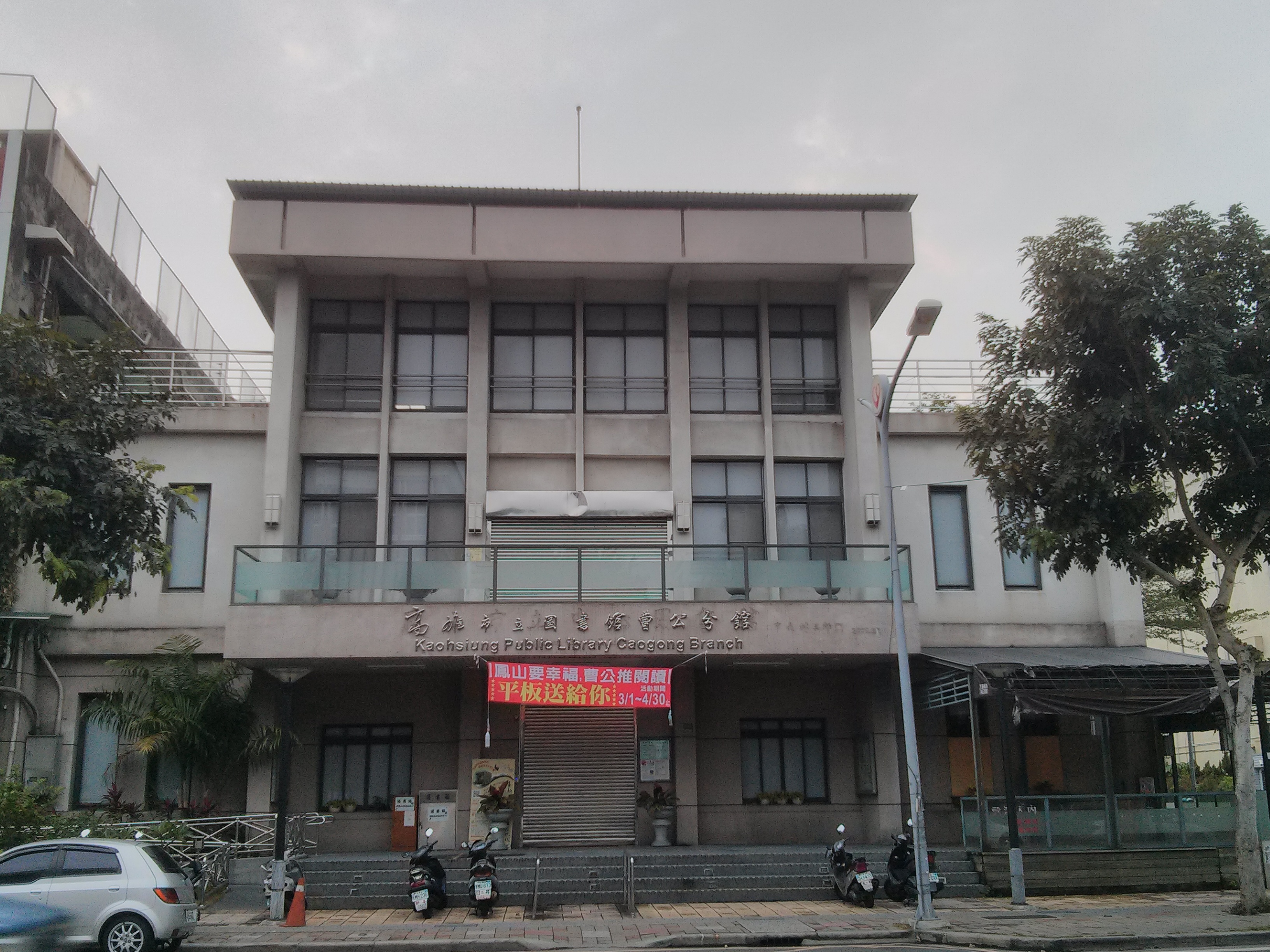
鳳山街役場的現已改為高雄市立圖書館曹公分館，外表有所改變，但內部仍是原始建築結構

鳳山街役場原址為今高雄市立圖書館鳳山曹公分館（高雄市鳳山區縣衙里曹公路23號），其歷年進駐單位如下
| 起訖年份  | 進駐單位                   | 備註 |
| --------- | -------------------------- | --- |
| 1920~1945 | 高雄州鳳山郡鳳山街役場     | |
| 1945~1950 | 高雄縣鳳山區鳳山鎮公所     | |
| 1950~1972 | 高雄縣鳳山鎮公所           | |
| 1972~2001 | 高雄縣鳳山市公所           | 1940年原日治時期街役場建築拆除，原址重建新辦公空間。 2001年9月18日市公所搬遷至新建的行政綜合辦公大樓，為今高雄市鳳山區公所。 |
| 2005~2010 | 鳳山市立中心圖書館         | 2005年9月18日由舊市公所辦公處改建而成，隸屬於高雄縣鳳山市公所。                                                              |
| 2010~     | 高雄市立圖書館鳳山曹公分館 | 2010年12月25日縣市合併改隸於高雄市立圖書館 （页面存档备份，存于）。                                                          |

## 設施
- 鳳山郡役所
- 鳳山街役場
- 鳳山郵便局
- 高雄州種畜場（1983年遷至屏東縣內埔鄉，今高雄種畜繁殖場）
- 總督府農業試驗所鳳山熱帶園藝試驗支所（今農委會鳳山熱帶園藝試驗分所）
- 總督府西部特用作物種苖養成所
- 總督府鳳山鳳梨種苗養成所
- 總督府熱地農業技術鍊成所第四鍛鍊場（鳳山熱帶園藝試驗支所內）
- 鳳山公會堂
- 鳳山尋常小學校→鳳山國民學校（今曹公國小）

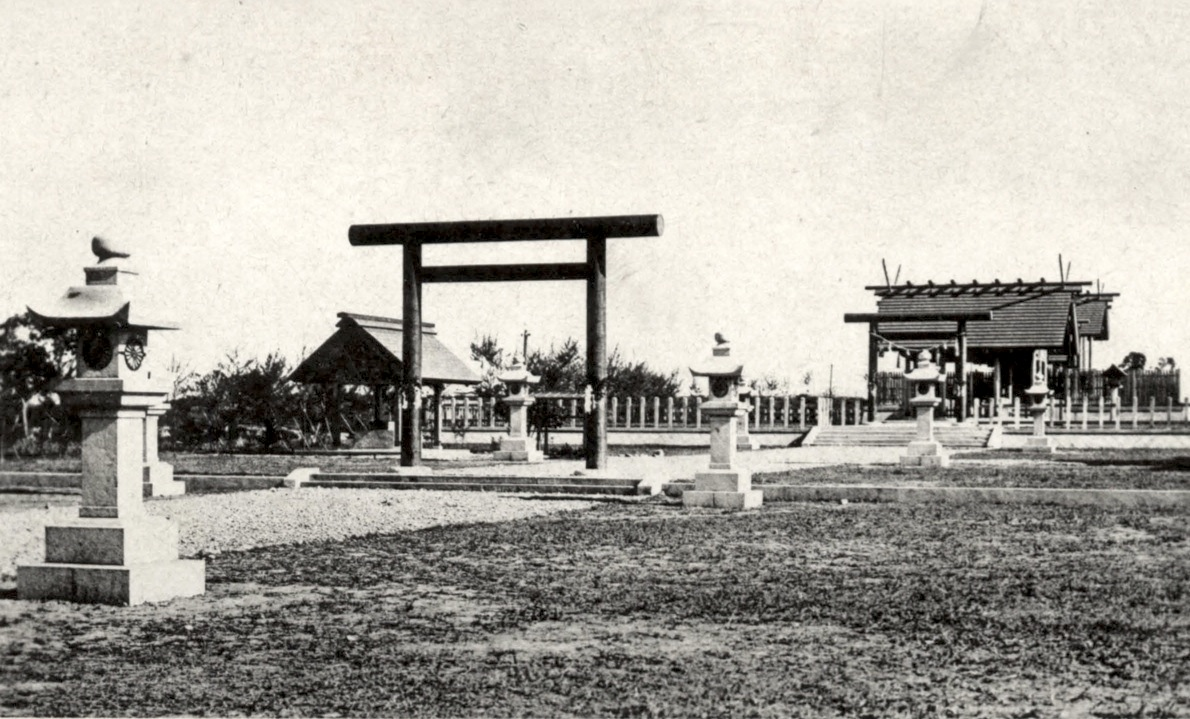
鳳山神社

- 鳳山公學校→鳳山西國民學校（今鳳山國小）
- 大東公學校→大東國民學校（今大東國小）
- 五甲公學校→五甲國民學校（今五甲國小）
- 鳳山青年學校
- 高雄第一青年特別鍊成所
- 鳳山家畜市場
- 鳳山魚市場
- 臺灣商工銀行鳳山支店
- 臺灣電力株式會社高雄營業所鳳山散宿所
- 鳳山神社鳳山神社
- 史蹟
  - 曹公祠
  - 鳳儀書院
  - 鳳山雙慈亭
  - 鳳邑城隍廟